# مغش
مغش هو وعاء أسطواني الشكل مصنوع من الحجر، يعود اصله لليمن  ويُطلق الاسم أيضًا على الأكلة الشعبية التي تعد فيه، والتي تُعد من أشهر الأكلات الشعبية في منطقة جازان.
تتكون الأكلة في الغالب من اللحم الذي يضاف إليه الماء والملح والبصل والبهارات والهيل وبعض الخضار مثل البامياء والبطاطس والكوسة، ويوضع في التنور لفترة ساعتين أو أكثر، ويقدم مع الأرز أو الخمير، ويفضل كثيرون مرقته حساءً. توجد في المنطقة في الوقت الحاضر مطاعم تقدم المغش ضمن وجباتها التقليدية.